# Rick Casson
Pour les articles homonymes, voir Casson (homonymie).
Rick Casson (né le 30 décembre 1948 à Calgary) est un homme politique canadien

## Biographie
Il est actuellement député à la Chambre des communes du Canada, représentant la circonscription albertaine de Lethbridge depuis l'élection fédérale de 1997. 
Avant de se lancer en politique, il est gérant de services d'imprimerie. Il est conseiller municipal de la ville de Picture Butte (Alberta) à partir de 1977. En 1986, il est élu maire, un poste qu'il occupe jusqu'en 1995. D'abord élu aux communes sous la bannière du Parti réformiste du Canada, il siège subséquemment avec l'Alliance canadienne (2000 à 2003) pour se joindre finalement au Parti conservateur du Canada. Il est président du Comité permanent de la défense nationale de la Chambre des communes.
Il est marié et a deux enfants avec son épouse Jeanene ; ils ont également quatre petits-enfants.
Le 7 janvier 2010 Rick annonce qu'il ne viendrait pas aux prochaines élections, qui est organisé le lundi 2 mai 2011.